# 1972 في الكويت

## المناصب
- أمير الدولة : صباح السالم الصباح
- رئيس الوزراء: جابر الأحمد الصباح

## مواليد
- جاسم الهويدي - لاعب كرة قدم.
- أنس خالد الصالح - وزير.
- بدر البلوشي - ممثل.
- ياسر العماري - ممثل.
- ابتهال الخطيب - ناشطة سياسية.
- خالد مقداد - إعلامي أردني.